# آب انگور

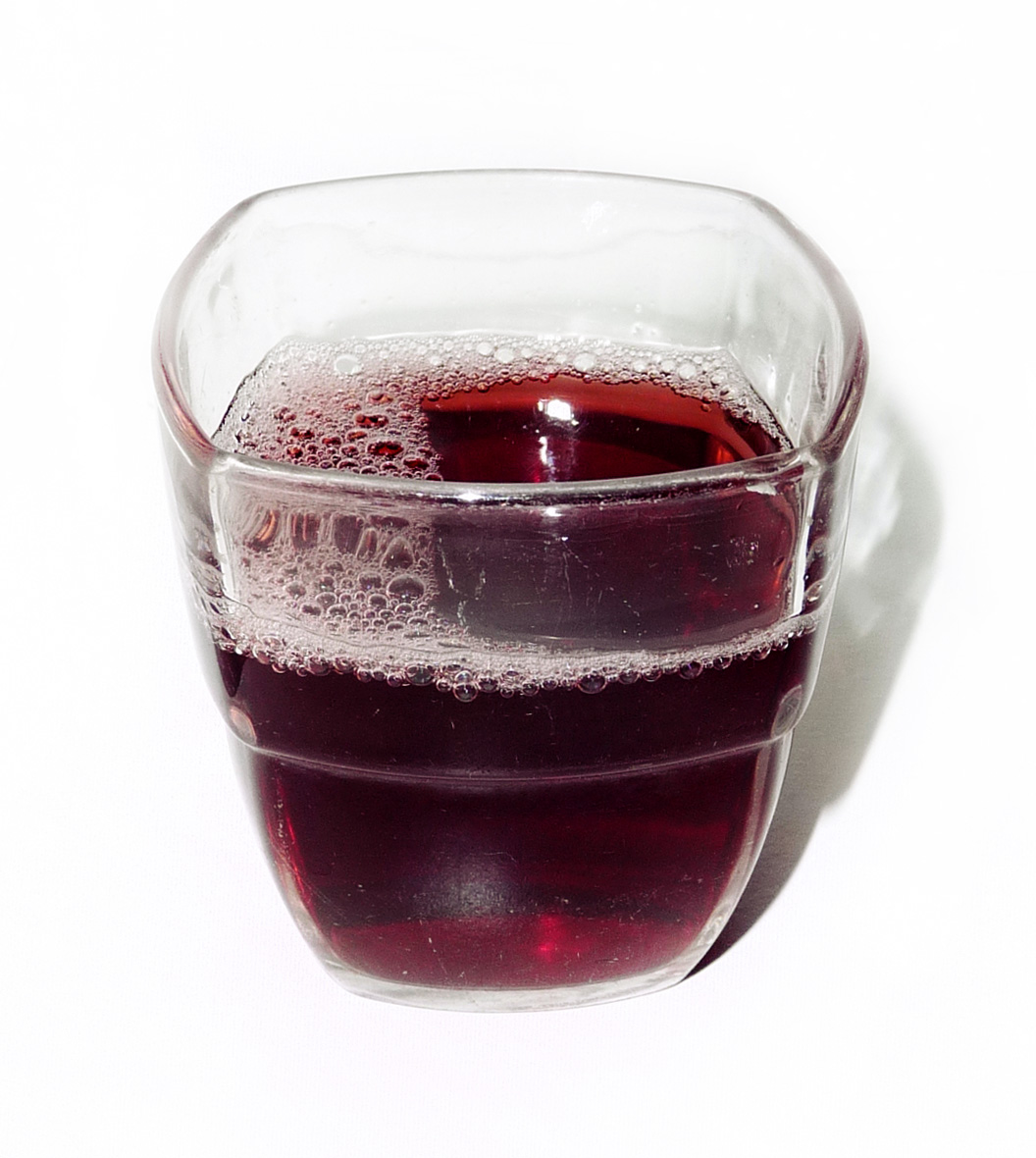
یک لیوان آب انگور بنفش

آب انگور از خرد کردن و له کردن دانه‌های انگور به دست می‌آید. قندهای موجود در آب انگور اجازه می‌دهد تا از آن به عنوان یک شیرین کننده هم استفاده؛ و آن را تخمیر کرده و به شراب، یا سرکه تبدیل کنند.
در آمریکای شمالی، رایج‌ترین آب انگور بنفش است و از انگور کنکورد تهیه می‌شود در حالی که آب انگور سفید معمولاً از انگور نیاگارا تهیه می‌شود، که هر دو از انواع انگورهای بومی آمریکا هستند، گونه ای متفاوت از انگورهای شرابی اروپایی. در کالیفرنیا، انگور سلطانا (معروف به "انگور تامسون بی هسته") استفاده می‌شود.
آب انگور را می‌توان از تمام انواع انگور پس از رسیدن به بلوغ مناسب تهیه کرد. به دلیل ترجیح مصرف‌کنندگان برای ویژگی‌های رنگ، طعم و عطر، آب انگور در درجه اول از ارقام آمریکایی Vitis labrusca تولید می‌شود.

## تاریخچه
روش پاستوریزه کردن آب انگور برای توقف تخمیر به پزشک و دندانپزشک آمریکایی، توماس برامول ولش، در سال ۱۸۶۹ نسبت داده شده‌است. او که حامی جنبش اعتدال بود، شرابی غیر الکلی تولید کرد که برای خدمات کلیسایی در زادگاهش (واینلند، نیوجرسی) استفاده می‌شد. هموطنان او همچنان ترجیح می‌دادند از شراب معمولی استفاده می‌کردند. پسرش، چارلزولچ (که او هم دندانپزشک بود) سرانجام تلاش خود را برای تبلیغ آب انگور رها کرد. در سال ۱۸۹۳، وی شرکت آب میوه انگور ولش را در وستفیلد، نیویورک تأسیس کرد. این محصول در نمایشگاه‌های بین‌المللی به بازدیدکنندگان داده شد. قدیمی‌ترین سازه موجود مربوط به این شرکت ساختمان شماره ۱ کارخانه Welch است که در وستفیلد واقع شده‌است و در ۱۹۸۳ در فهرست ملی اماکن تاریخی ثبت شده‌است.
با افزایش جنبش اعتدال، محبوبیت آب انگور نیز افزایش یافت. در سال ۱۹۱۳، وزیر امور خارجه ایالات متحده، ویلیام جنینگز برایان، در طول یک کار دیپلماتیک با لباس کامل، به جای شراب آب انگور سرو کرد و در سال ۱۹۱۴، جوزفوس دانیلز، وزیر نیروی دریایی، هرگونه مشروبات الکلی را در کشتی‌های نیروی دریایی ممنوع کرد و آنها را با آب انگور جایگزین کرد. در طول جنگ جهانی اول، شرکت «گرِیپلید»، نوعی مربا انگور را به ارتش عرضه کرد و تبلیغات انجام داد. توسعه بعدی محصولات انگور جدید و حمایت برنامه‌های رادیویی و تلویزیونی باعث موفقیت این شرکت شد.

## ترکیبات
آب انگور از کنسانتره به این معنی است که آب اضافی از انگور حذف شده و باعث غلیظ تر شدن آب می‌شود. این باعث می‌شود آب میوه فشرده و منجمد شود تا بسته‌بندی و حمل و نقل آسان‌تر شود. سپس آب به آب میوه قبل از فروش اضافه می‌شود. مارک اصلی آب انگور آمریکایی - Welch's - از انگور Concord با استفاده از کل انگور (تفاله، پوست و دانه‌ها) تهیه می‌شود. مقدار کمی اسید سیتریک به‌طور طبیعی در انگور یافت می‌شود و ممکن است به دلیل طعم ترش و خواص آنتی‌اکسیدانی که از اکسیداسیون جلوگیری می‌کند، اضافه شود و عمر طولانی تری را ذخیره کند.